# Java Architecture for XML Binding
Java Architecture for XML Binding (JAXB) è una delle API della Java Enterprise Edition, fa parte del Java Web Services Development Pack (JWSDP) ed è una delle tecnologie di base del progetto Web Services Interoperability Technology (WSIT) promosso dalla Sun Microsystems; inoltre, a partire dalla versione 1.6, JAXB è inclusa anche in Java SE.
JAXB permette agli sviluppatori Java di effettuare il mapping tra classi e una loro corrispondente rappresentazione XML. JAXB fornisce la possibilità di serializzare oggetti Java in XML (marshalling) e di effettuare l'operazione inversa (unmarshalling), cioè permette di ottenere a partire da un file XML la corrispondente rappresentazione a oggetti Java. JAXB permette quindi di manipolare file XML senza la necessità di implementare alcuna routine specifica per il salvataggio e la lettura di dati.
JAXB 1.0 fu sviluppato nell'ambito del Java Community Process come JSR 31. Dal 2006, JAXB 2.0 viene sviluppata come JSR 222. L'implementazione delle specifiche di JAXB è disponibile sotto licenza CDDL.

## Utilizzo
Il pacchetto JAXB include il compilatore xjc, che viene usato per convertire XML Schema e altri formati di descrizione XML (a partire da Java 1.6, il supporto a RELAX NG, XML DTD e WSDL è in fase di sperimentazione) in classi Java. Il meccanismo di mapping tra XML Schema e Java viene implementato mediante l'uso delle annotazioni definite nel package javax.xml.bind.annotation. Ad esempio @XmlRootElement e @XmlElement annotano le classi Java che rappresentano, rispettivamente, l'elemento radice del file XML e un elemento generico.
In aggiunta a xjc, JAXB fornisce anche schemagen, un compilatore che effettua l'operazione inversa di xjc, cioè la generazione di un file XML Schema a partire da un insieme di classi Java annotate secondo le specifiche di JAXB.

## Binding predefiniti
La tabella seguente elenca il mapping di alcuni dei principali tipi definiti in XML Schema in tipi di dato Java.
| XML Schema Type     | Java Data Type                          |
| ------------------- | --------------------------------------- |
| xsd:string          | java.lang.String                        |
| xsd:positiveInteger | java.math.BigInteger                    |
| xsd:int             | int                                     |
| xsd:long            | long                                    |
| xsd:short           | short                                   |
| xsd:decimal         | java.math.BigDecimal                    |
| xsd:float           | float                                   |
| xsd:double          | double                                  |
| xsd:boolean         | boolean                                 |
| xsd:byte            | byte                                    |
| xsd:QName           | javax.xml.namespace.QName               |
| xsd:dateTime        | javax.xml.datatype.XMLGregorianCalendar |
| xsd:base64Binary    | byte[]                                  |
| xsd:hexBinary       | byte[]                                  |
| xsd:unsignedInt     | long                                    |
| xsd:unsignedShort   | int                                     |
| xsd:unsignedByte    | short                                   |
| xsd:time            | javax.xml.datatype.XMLGregorianCalendar |
| xsd:date            | javax.xml.datatype.XMLGregorianCalendar |
| xsd:g               | javax.xml.datatype.XMLGregorianCalendar |
| xsd:anySimpleType   | java.lang.Object                        |
| xsd:anySimpleType   | java.lang.String                        |